# Kelci Bryant
Kelci Bryant (Springfield (Illinois), Estats Units, 15 de gener de 1989) és una saltadora nord-americana especialitzada en trampolí de 3 metres, on va aconseguir ser subcampiona olímpica al 2012 en salts sincronitzats.

## Carrera esportiva
Als Jocs Olímpics de 2012 celebrats a Londres (Regne Unit) va guanyar la medalla de plata en salts sincronitzats des del trampolí de 3 metres, amb una puntuació de 321 punts, després de les xineses (or amb 346 punts) i al davant de les canadenques, sent la seva companya d'equip Abigail Johnston.